# Lobos de la Universidad Autónoma de Coahuila
Els Lobos de la Universidad Autónoma de Coahuila és un equip de futbol americà de la Universitat Autònoma de Coahuila (UAdeC), amb seu en la ciutat de Saltillo. Va ingressar a la Lliga Major de l'ONEFA el 1991, encara que ja competia des d'anys arrere en la categoria major de lligues locals. L'equip es va convertir en poc temps en un dels favorits al títol en la conferència d'ascens, mateix que han conquistat en dues ocasions: 1998 i 2001. Addicionalment ha obtingut el subcampionat en 1996 i 2005. A pesar de ser un equip de relativament recent creació, es caracteritza per ser un equip molt complicat com local. És un convidat freqüent als playoffs de la Conferència Nacional i en la Conferència dels 12 Grans ha participat en 3 ocasions, encara que fent papers molt discrets.
En la temporada 2008, els Lobos van protagonitzar un dels majors escàndols de la història de la Lliga al negar-se a participar en playoffs, al·legant parcialitat de l'ONEFA en favor del seu arxirival els Potros Salvajes UAEM.
A partir del 2009, participarà en la Lliga Major LINAFAC.

## Estadístiques
| Estadístiques Lobos UAdeC        | Estadístiques Lobos UAdeC | Estadístiques Lobos UAdeC |
| Concepte                         | Històric*                 | Mitjana per partit        |
| -------------------------------- | ------------------------- | ------------------------- |
| Partits jugats                   | 132                       | n/a                       |
| Iardes guanyades per terra       | 20696                     | 156,8                     |
| Iardes guanyades per aire        | 18051                     | 136,8                     |
| Iardes guanyades totals          | 38747                     | 293,5                     |
| 1° i 10 per terra                | 793                       | 6,0                       |
| 1° i 10 per aire                 | 570                       | 4,3                       |
| 1° i 10 per càstigs              | 276                       | 2,1                       |
| 1° i 10 totals                   | 1639                      | 12,4                      |
| Balons perduts per intercepcions | 207                       | 1,6                       |
| Balons perduts per fumbles       | 184                       | 1,4                       |
| Balons perduts totals            | 391                       | 3,0                       |
| Jugades ofensives per terra      | 4703                      | 35,6                      |
| Jugades ofensives per aire       | 2735                      | 20,7                      |
| Jugades ofensives totals         | 7240                      | 54,8                      |
| Iardes permitides per terra      | 17538                     | 132,9                     |
| Iardes permitides per aire       | 19379                     | 146,8                     |
| Iardes permitides totals         | 36917                     | 279,7                     |
| 1° i 10 permitides               | 1668                      | 12,6                      |
| Càstigs comesos                  | 1284                      | 9,7                       |
| Iardes castigades                | 11834                     | 89,7                      |
| **Rècords en:                    | Temporada Regular         | Playoffs                  |
| Partits jugats                   | 134                       | 21                        |
| 'Partits guanyats                | 79                        | 12                        |
| Partits perduts                  | 55                        | 9                         |
| Punts a favor                    | 3175                      | 410                       |
| Punts en contra                  | 2583                      | 308                       |
| Diferència                       | 592                       | 102                       |
| Percentatge                      | 59%                       | 57%                       |

* De 1991 a 2008